# Àcid calèndic
L'àcid calèndic o àcid α-calèndic, i de nom sistemàtic àcid (8E,10E,12Z)-octadeca-8,10,12-trienoic, és un àcid carboxílic polinsaturat de cadena lineal amb devuit àtoms de carboni, la qual fórmula molecular és {\displaystyle {\ce {C18H30O2}}}. En bioquímica és considerat un àcid gras ω-6, ja que té un doble enllaç C=C situat entre el carboni 6 i el 7 començant per l'extrem oposat al grup carboxil, i se simbolitza per C18:3 8t,10t,12c, que fa referència al fet que té en total tres enllaços dobles C=C, dos d'ells en conformació trans i l'altre en cis, disposats de forma alternada.

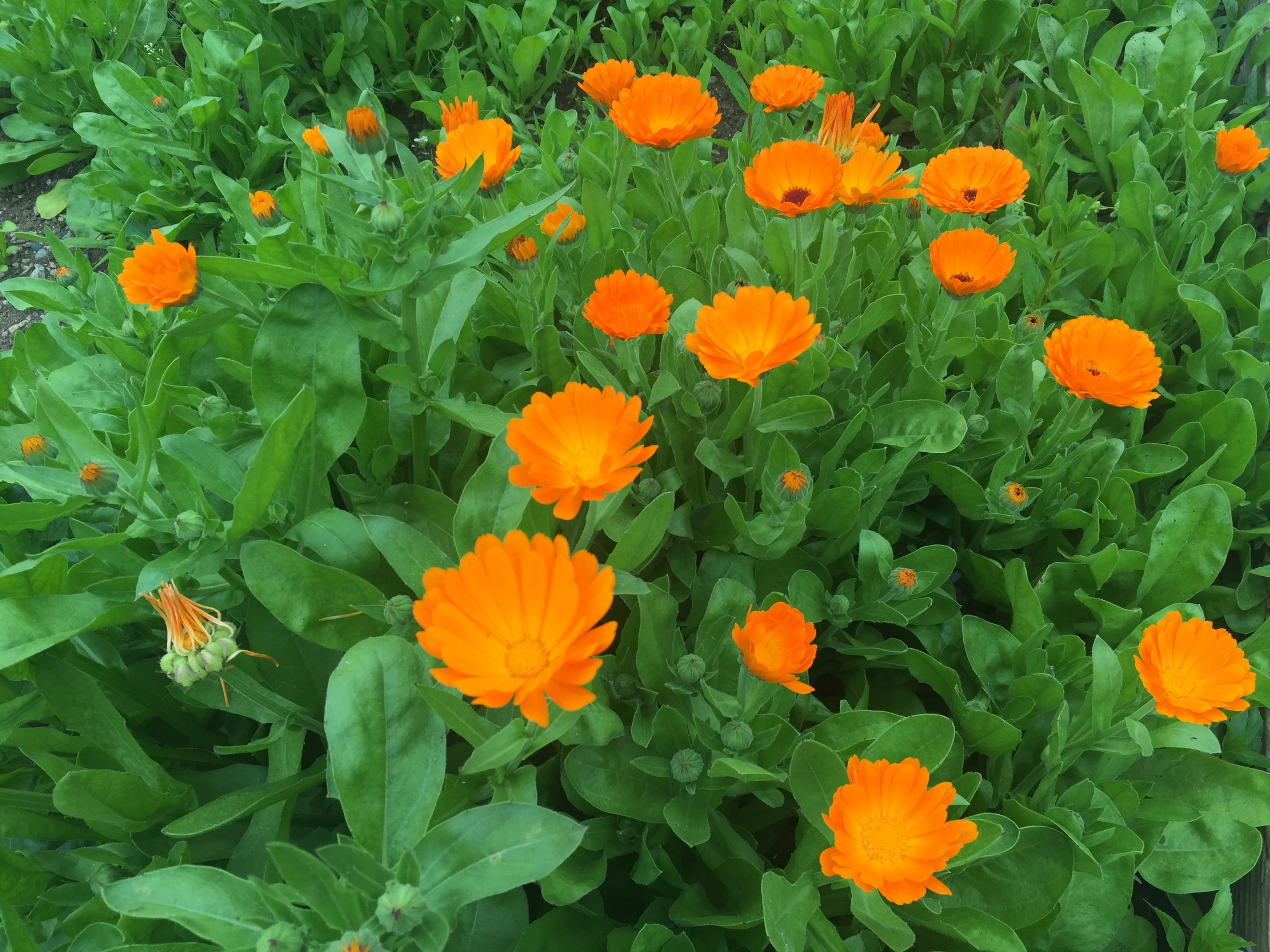
Llevamà de jardí

A temperatura ambient és un sòlid que fon a 40-40,5 °C. És soluble en propanona, etanol, ciclohexà, dietilèter, pentà i èter de petroli. És un àcid gras poc freqüent. Fou aïllat per primera vegada pels investigadors Mary J. Chisholm i C.Y. Hopkins el 1960 del llevamà de jardí o Calendula officinalis, d'on prové el seu nom comú àcid calèndic. Totes les altres espècies del gènere Calendula també presenten el mateix àcid gras, essent el component majoritari (38,9 % a 58,4 %) de l'oli que se n'extreu d'elles.
Forma part del grup d'àcids grassos isòmers geomètrics i de posició de l'àcid linolènic, amb tres enllaços dobles conjugats i amb un total de devuit àtoms de carboni disposats en una cadena lineal. Sovint se'ls anomena CLN i a més d'ell formen el grup l'àcid α-eleoesteàric, l'àcid catàlpic, l'àcid punícic i l'àcid jacàric. Tots ells presenten propietats citotòxiques contra les cèl·lules canceroses.
Com els altres àcids CLN té molts efectes beneficiosos, com ara l'efecte citotòxic sobre cèl·lules tumorals humanes (còlon, mama i pròstata), propietats antioxidants, per disminuir l'acumulació de triacilglicerol hepàtic i antiobesitat. La posició del doble enllaç és un factor important per a la citotoxicitat de l'àcid en qüestió. L'efecte citotòxic de l'àcid punícic, de l'àcid eleosteàric i l'àcid catàlpic són molt més forts que l'àcid calèndic.